# Saxifraga cinerea
Saxifraga cinerea är en stenbräckeväxtart som beskrevs av H. Sm.. Saxifraga cinerea ingår i Bräckesläktet som ingår i familjen stenbräckeväxter. Inga underarter finns listade i Catalogue of Life.